# Текс-мекс

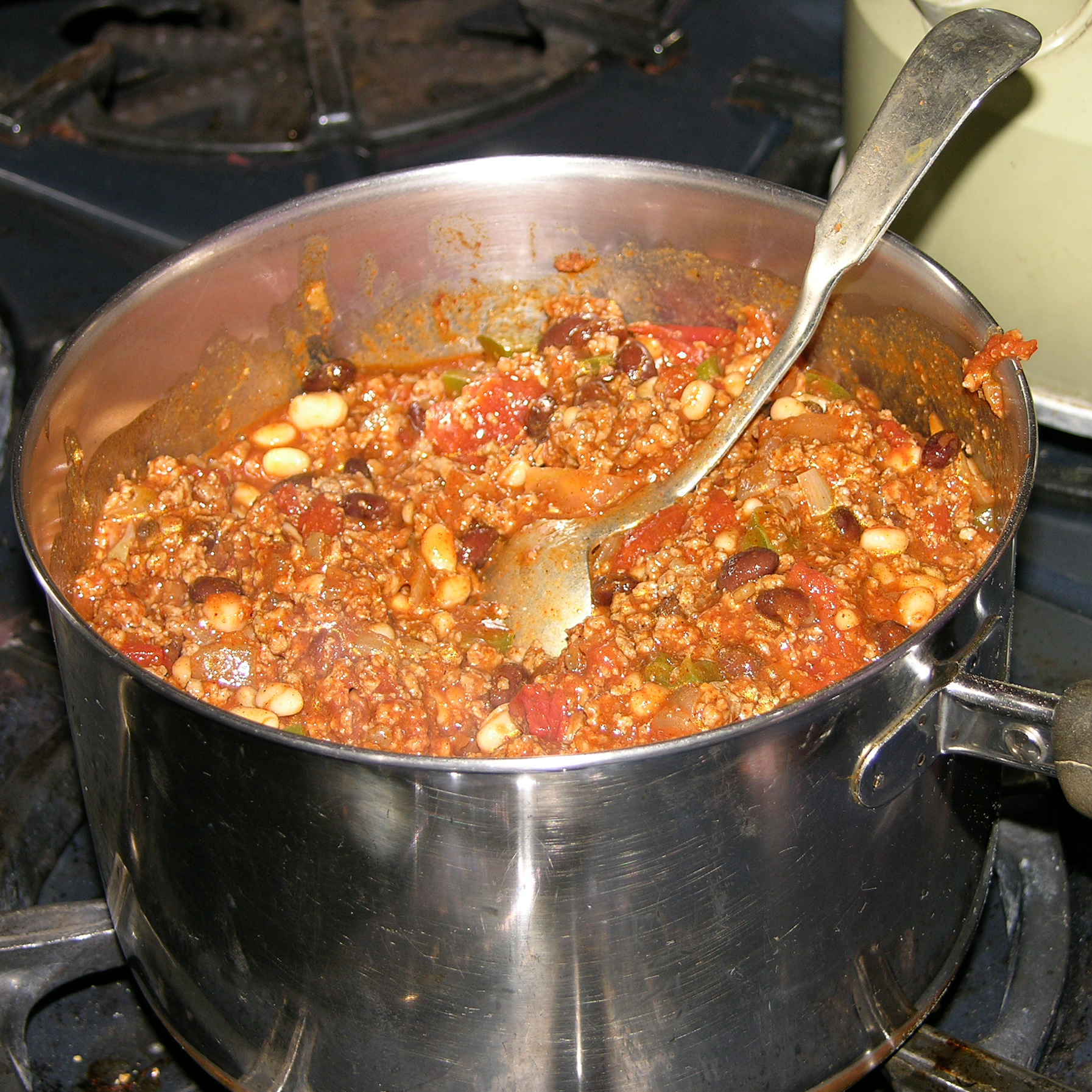
Чили кон карне, типичное блюдо техано

«Текс-мекс» (англ. Tex-Mex), теха́сско-мексика́нская кухня, также теха́но (исп. tejano) — местная разновидность американской кухни на Юго-западе Соединённых Штатов Америки, в которой пищевые продукты, доступные в США, соединяются с мексиканскими кулинарными традициями. В Техасе, других областях Соединённых Штатов и прочих странах такие блюда часто называют «мексиканской кухней» (Mexican food). Во многих областях США за пределами Техаса, Нью-Мексико и Аризоны для техасско-мексиканской кухни используется синоним «кухня юго-западных штатов».

## История
Кухня текс-мекс возникла сотни лет назад, когда испанские и мексиканские рецепты начали сочетаться с англо-американскими продуктами питания. Термин «Текс-Мекс» впервые появился в английском языке как прозвище железной дороги «Texas Mexican Railway».
В расписаниях поездов, публикуемых в газетах 1800-х годов, названия железных дорог заменялись аббревиатурами, например, Missouri Pacific Railroad обозначалась как Mo. Pac., а Texas-Mexican Railroad сокращали до Tex. Mex. В 1920-х в американских газетах использовалась форма с дефисом как для упоминания о железной дороге, так и для описания людей мексиканского происхождения, рождённых в Техасе.
Во времена миссионерства в Техасе, как и в других частях северной границы Новой Испании, испанские и мексиканские блюда сочетались друг с другом. Однако кухня, которую теперь называют Текс-Мекс, в действительности ведёт своё происхождение от техано (Tejano — техасцы испанского происхождения) как гибрид испанских и национальных мексиканских блюд во времена, когда Техас был частью Новой Испании и, впоследствии, Мексики.
В области южного Техаса между Сан-Антонио и долиной Рио-Гранде эта кухня имеет небольшие отличия и с давних времён была подвержена влиянию кулинарии соседних северных штатов Мексики. Скотоводческая культура Южного Техаса и северной Мексики распространилась по обе стороны границы. Такие блюда, как cabrito (мясо молодого козлёнка), barbacoa de cabeza (жареные коровьи головы), carne seca (сушёная говядина) и другие продукты скотоводства обычны по обе стороны Рио-Гранде.
Как утверждает Оксфордский словарь английского языка, первые известные упоминания в печати термина «текс-мекс» по отношению к пище встречаются в 1963 году в статье в журнале New York Times (приложение к газете New York Times), и в 1966 году в Great Bend (Kansas) Tribune.
Некоторые ингредиенты блюд кухни текс-мекс обычны для мексиканской кухни, но часто добавляются и ингредиенты, неизвестные в Мексике. Для кухни Текс-Мекс характерно частое использование тёртого сыра, мяса (особенно говядины), бобов и специй, в дополнение к мексиканским тортильям. Для Текс-Мекс обычна комбинация тарелок с несколькими блюдами, расположенных на одном большом подносе. В качестве закуски в ресторанах текс-мекс часто подают чипсы из тортилий с соусом чили или сальсой. Кроме того, текс-мекс заимствует ароматы пряностей из других кухонь, например, в нескольких рецептах из центральной Мексики используется зира (кумин), обычная в индийских блюдах.